# Popínavá rostlina

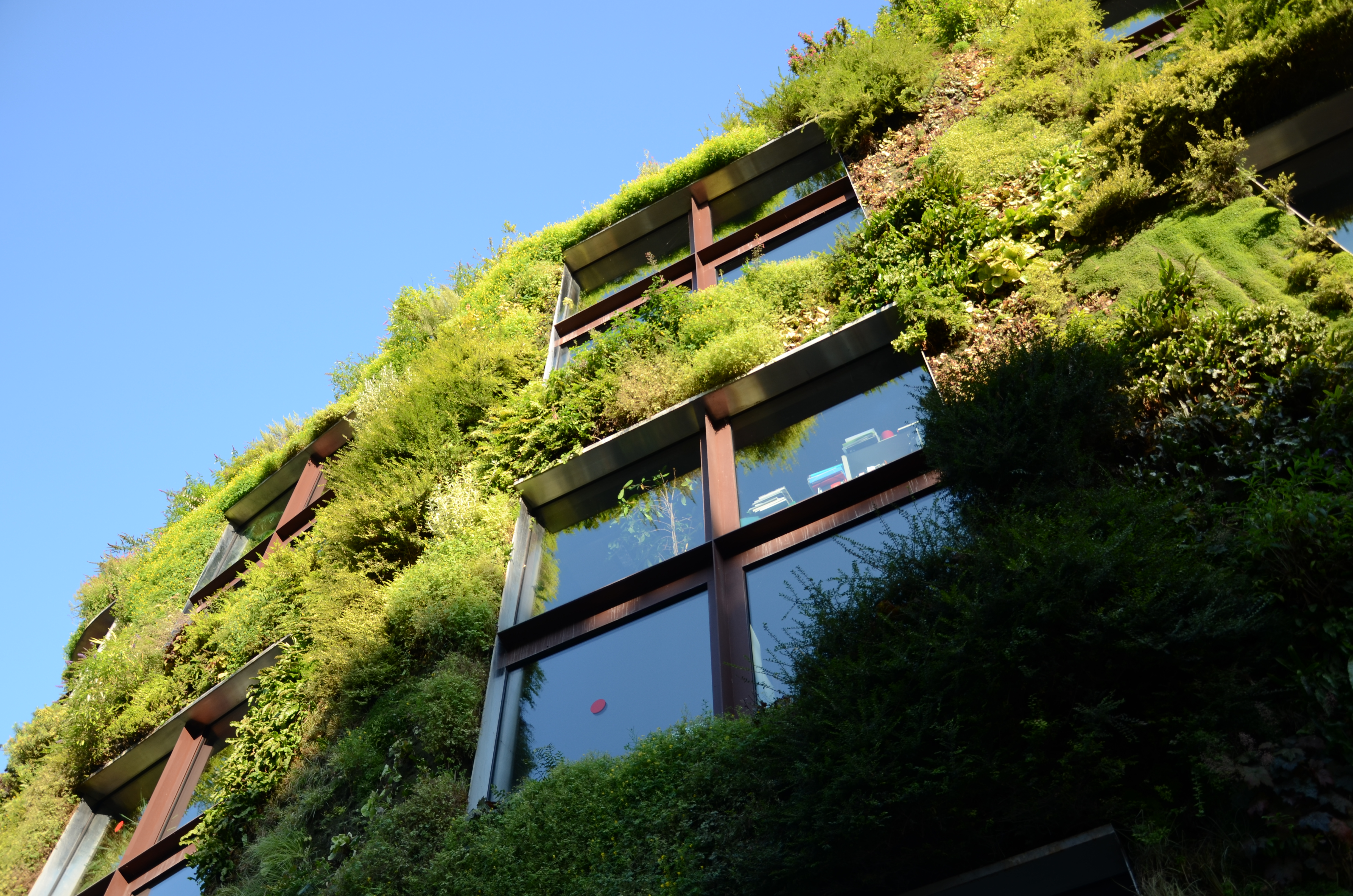
Popínavá rostlina na domě v Paříži.

Popínavé, pnoucí nebo plazivé (lidově „popínavky“) jsou takové rostliny, které potřebují kameny, stromy, nebo lidmi vytvořený objekt jako svou podporu. Dělí se na liány (s dřevnatým stonkem) a révy (s dužnatým). Popínavé rostliny se často nechávají porůstat stavby z estetických důvodů, nicméně fungují i jako tepelná izolace. Pro stromy, které popínají, jsou většinou zátěží (zvláště tropické druhy), nicméně jde především o fyzické narušení, úponky mají převážně fixační funkci, případně staré stromy se mohou zhroutit pod tíhou listů. Popínavky nemohou tedy strom skrze kůru „udusit“, ale v tropech používají například velké listy nejen k příjmu světla, ale i ke stínění spodnějších konkurentů.

## Prostředí
Popínavé rostliny obývají vodnaté plochy s dostatkem světla a v pralesích bývá i jejich prioritou směru růstu světlo. Tropické popínavé rostliny bývají trvalé, jiné bývají jednoleté. Popínavé rostliny investují totiž více energie do listů, než do stonku a dlouhé cévy by přes zimu mohly utrpět plynovou embolií. V pralesích probíhá kompetice lián a stromů o zdroje světla a odehrává se i v podzemí.

## Fyziologie
Pro popínavé rostliny jsou typické příčepivé adventivní kořínky, adhezivní terčíky, úponky háčkovité trichomy, které jim pomáhají přirůst ke své opoře. K samotnému „popínání“ jsou i mimo samotné popínavé rostliny (které podporu potřebují nutně) využívány mechanismy ovíjení, úponky, šlahouny, příčepivé kořínky a přísavné destičky; podle tohoto klíče již Darwin rozdělil popínavé rostliny na ovíjivé, úponkovité a šlahounovité.

## Zástupci
Popínavé rostliny nejsou žádným taxonem a „popínavost“ si vyvinuly několikrát nezávisle. Mezi hlavní druhy popínavých rostlin patří:
- orchideje, Vanilla (čeleď Orchidaceae)
- áronovité (čeleď Araceae)
- Dioscorea (čeleď Dioscoreaceae)
- „popínavé palmy“ (některé rákosy čeledi Arecaceae)
- přestup, Smilax (čeleď Smilacaceae)
- glorióza, Gloriosa (čeleď Colchicaceae)
- Semele androgyna (čeleď Ruscaceae) a některé druhy čeleďu Asparagus (čeleď Asparagaceae)
- některé traviny jako popínavý bambus rodu Chusquea (čeleď Poaceae)
- některé liliovité jako Bowiea volubilis (čeleď Hyacinthaceae) a Dichelostemma volubile (čeleď Alliaceae)